# Dolice, Gmina Dolice
Dolice [dɔˈlit͡sɛ] (tiếng Đức Dölitz) là một ngôi làng ở hạt Stargard, Tây Pomeranian Voivodeship, ở phía tây bắc Ba Lan. Đó là chỗ ngồi của gmina (khu hành chính) được gọi là Gmina Dolice. Nó nằm khoảng 20 kilômét (12 mi) về phía đông nam của Stargard và 49 km (30 mi) về phía đông nam của thủ đô khu vực Szczecin.
Trước năm 1945, khu vực này là một phần của Đức. Sau Thế chiến II, khu vực này được đặt dưới quyền quản lý của Ba Lan theo Thỏa thuận Potsdam sau chiến tranh. Người dân bản địa Đức đã bị trục xuất và thay thế bằng người Ba Lan. Đối với lịch sử của khu vực, xem Lịch sử của Pomerania.
Ngôi làng có dân số 2.000 người.